# Prager Straße (Bremerhaven)

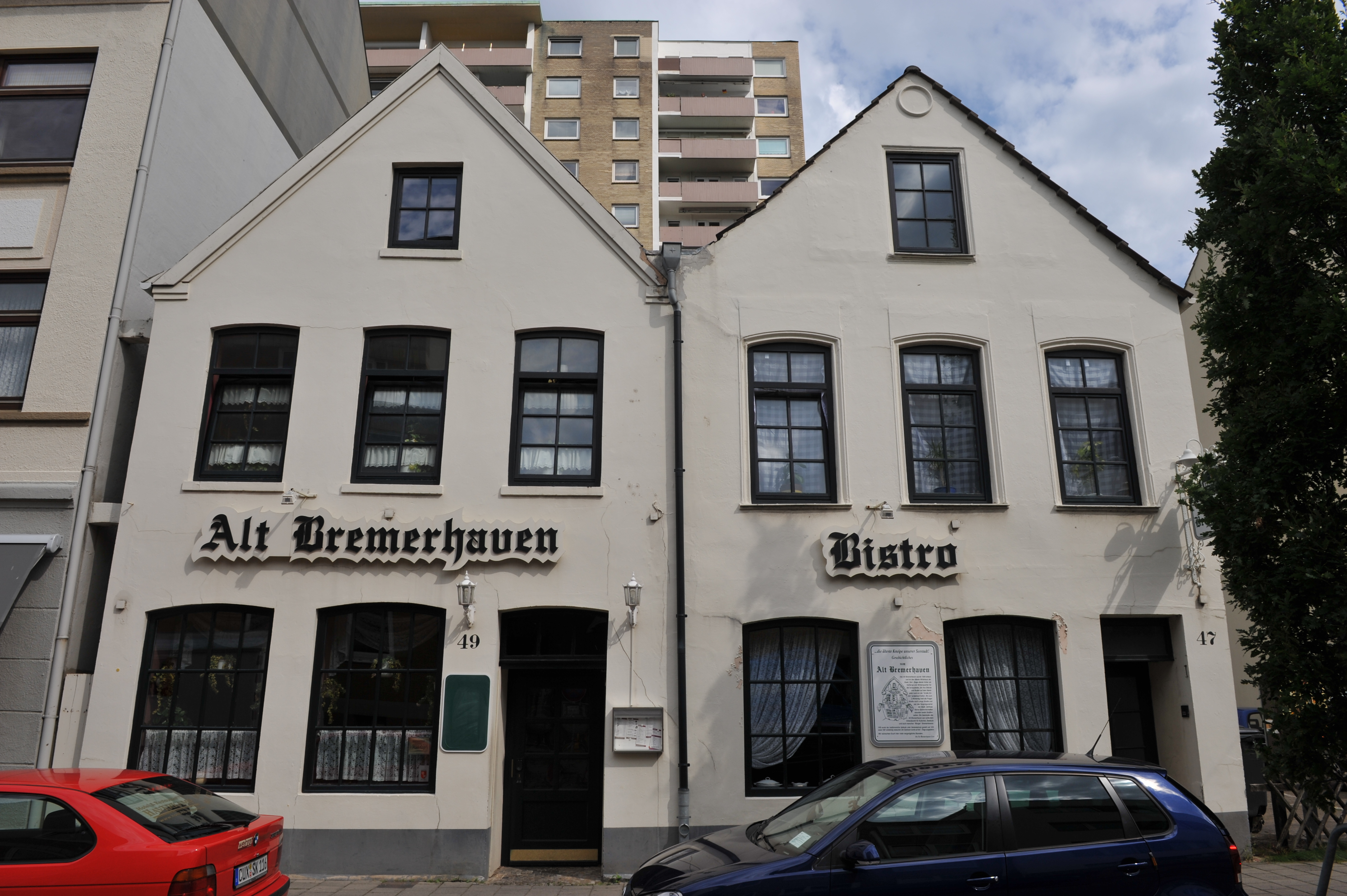
Nr. 47 und 49

Die Prager Straße ist eine zentrale Erschließungsstraße in Bremerhaven, Mitte (Süd). Sie führt parallel zur Bürgermeister-Smidt-Straße in Süd-Nord-Richtung von der Löningstraße zur Keilstraße.
Die Querstraßen und die Anschlussstraßen wurden benannt u. a. als Löningstraße (Albert Löning=Senator in Bremen von 1816-1848), Mittelstraße nach ihrer Lage um 1850, als die ersten drei Querstraßen angelegt wurden, Kirchenstraße nach der dortigen Großen Kirche, Mühlenstraße (?), Keilstraße (?); ansonsten siehe beim Link zu den Straßen.

## Geschichte

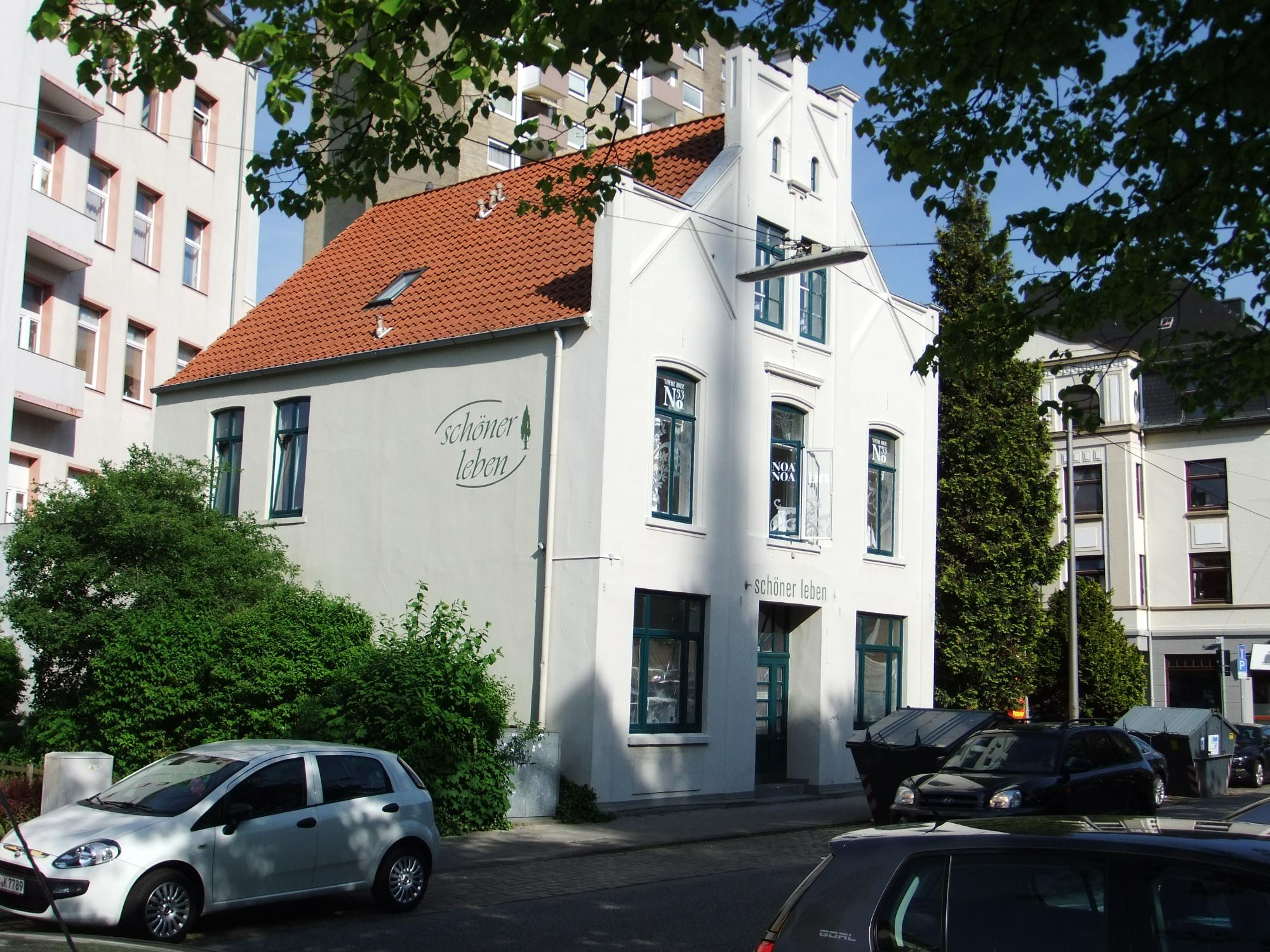
Nr. 53

### Name
1849 hieß die Straße Langestraße. Die umbenannte Prager Straße wurde benannt nach der Hauptstadt der Tschechischen Republik. In Alt-Bremerhaven wurden einige Straßen nach Städten der früheren Österreichisch-Ungarischen Monarchie (Grazer Straße, Preßburger Straße) benannt.

### Entwicklung
Bremerhaven dehnte sich nach dem Bau der Häfen (ab 1827) langsam ab um 1850 nach Osten in Richtung Geeste und nach Norden aus. Nach der Leher Heerstraße (ab 1865 Bürgermeister-Smidt-Straße) entstanden um 1850 als Längsstraße die Markt-, Lange-, Kurze- und Grabenstraße und Deichstraße und als Querstraßen die Deich-, Post- (An der Karlstadt), Geest- (heute Löning-) Mittel-, Kirchen-, Mühlen- und Keilstraße sowie 1864 die Schleusenstraße (heute Lloydstraße).
Die evangelische Bürgermeister-Smidt-Gedächtniskirche (Große Kirche) wurde 1855 gebaut. 1867 wurden das neue städtische Schulgebäude als Volksschule an der Langen Straße eingeweiht.
Seppl Kein und Zum 1/2 l Fritz waren zwei Lokale in der heutigen Prager Straße (damals Lange Str.), in denen in den 1920/30er Jahren die Kommunisten und die Sozialdemokraten verkehrten.
Im Zweiten Weltkrieg wurden fast alle Häuser zerstört. Der Wiederaufbau ist geprägt durch die Wohnhäuser der 1950/60er Jahre.

### Verkehr

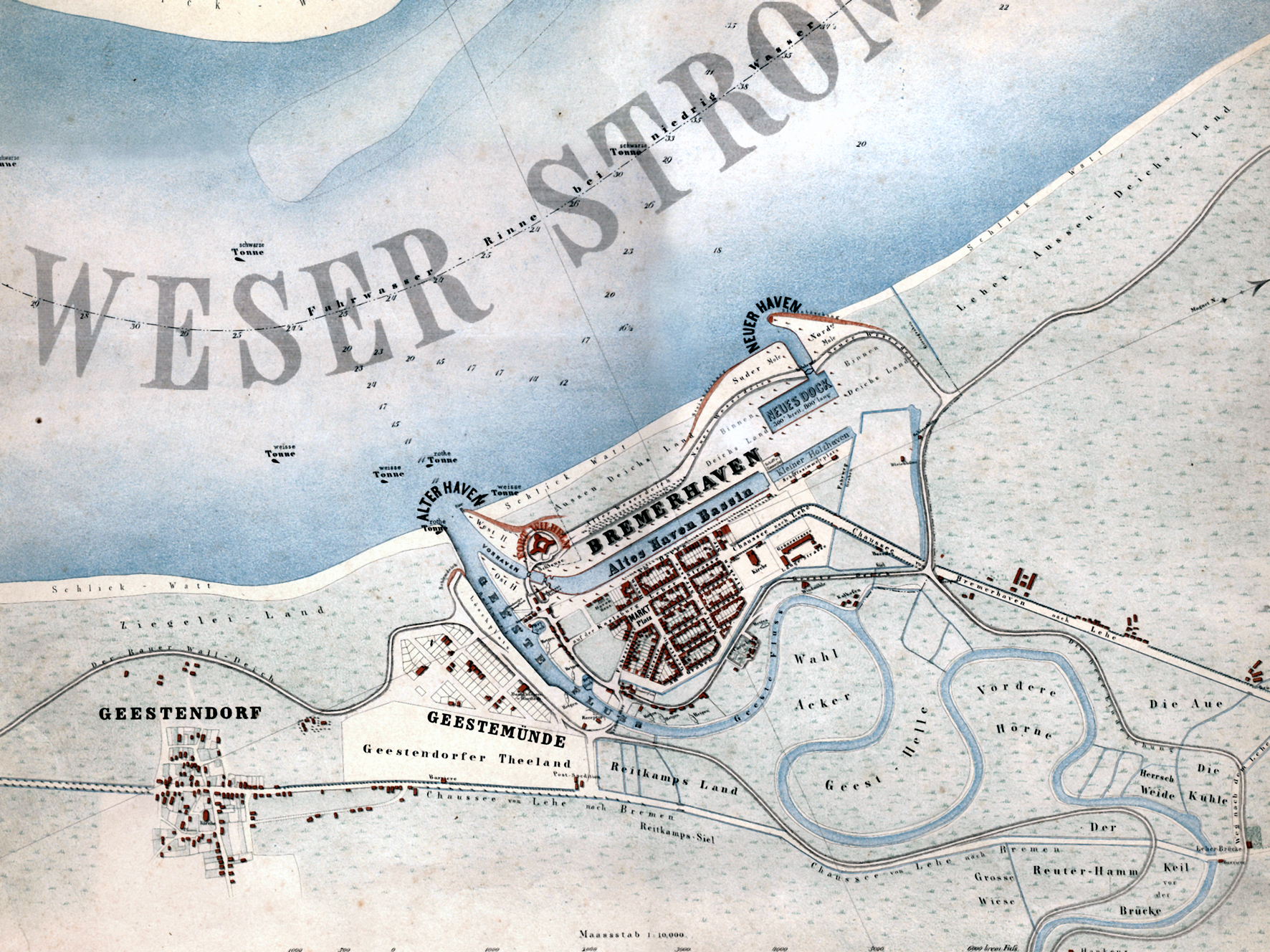
1849: Karte von Bremerhaven

Ein Raster von Straßen wurde um 1849 angelegt. Zentral die Lange Straße.
Seit 1881 gab es auf der nahen Bürger eine Pferdebahn. Von 1898 bis 1949 wurde sie zu einem elektrischen Straßenbahnbetrieb mit 6 Linien umgebaut.
Im Nahverkehr von BremerhavenBus fahren auf der Bürger in Teilstrecken oder ganz die Linien 502, 504, 505, 506, 508, 509 und S sowie in den Wochenendnächten die Linien ML/NL.

## Gebäude und Anlagen
Die Straße hat überwiegend eine drei- bis viergeschossige Bebauung. Wenige eingeschossige Bauten stören das Straßenbild.
Erwähnenswerte Gebäude und Anlagen
- Nr. 47 und 49: Zwei 2-gesch., denkmalgeschützte klassizistische Wohn- und Geschäftshäuser von um 1850.[4][5] (Siehe Wohnhäuser Prager Straße)
- Kirchenstraße Nr. 13 Ecke Prager Straße: 3-gesch. Wohn- und Geschäftshaus von um 1900 mit zwei prägenden Mittelerker
- Nr. 53: 2-gesch., denkmalgeschützte historisierendes Wohn- und Geschäftshäuser von um 1865, heute mit Ferienwohnungen.[6]
- Zwischen Kirchenstraße und Mühlenstraße: Evangelische, neogotische dreischiffige, 80 Meter hohe Bürgermeister-Smidt-Gedächtniskirche von 1855 nach Plänen von Simon Loschen, Bremen für die Vereinigte Protestantische Gemeinde; 1944 schwer beschädigt und Wiederaufbau bis 1960 durch den Architekten Karl Franzius.[7]
- Nr. 71: 5-gesch. Wohn- und Geschäftshaus mit dem Betriebsarztzentrum Bremen
- Zwischen Mühlenstraße und Keilstraße: 4-gesch. Wohnhäusergruppe von um 1960, die westlichen Gebäude im offenen Zeilenbau